# Henrik Häger
Henrik Häger var en svensk kyrkobyggare verksam i östra rikshalvan i Östra Finland under 1700-talet.
Han byggde dessa kyrkor:
- 1770 Kiihtelysvaara kyrka, förstördes i en anlagd brand 2018.

- 1793 Rääkkylä kyrka, brann 1837.[3]